# Грихенбайсль
«Гри́хенбайсль» (нем. Griechenbeisl — «греческий кабачок») — один из старейших ресторанов Вены с богатым историческим прошлым. Расположен во Внутреннем Городе на площади Фляйшмаркт рядом с православным Свято-Троицким собором.
Ресторан «Griechenbeisl» начал свою историю благодаря торговцам из Леванта, которые жили неподалёку от здания ресторана (в то время его называли таверной) и могли бы подтвердить своё участие в торговых связях Вены со странами Востока ещё во времена первой княжеской династии Австрии Бабенбергов, правивших в XI веке н. э.
Первое документальное упоминание о существовании в здании таверны датируется 1447 годом. К 1500 году нынешний «Griechenbeisl» был известен в Вене под названием «У жёлтого Орла». Это название он носил до 1636 года. В более поздних документах здание упоминается как «Таверна Красная Крыша». Это название, вероятно, происходило от названия башни, входящей в комплекс городских укреплений около 1200 года. Позже, в XIV веке, эта башня была перестроена в позднеготическом стиле и преобразована в жилую башню. Более поздние документы говорят о многократном переименовании таверны, например, «У Золотого Ангела» (1762) или «Таверна Райхенбергера» (очевидно, по фамилии тогдашнего владельца).
В середине XVII века вокруг Фляйшмаркт стали селиться и обживаться греческие и ливанские купцы и их семьи, поэтому этот район был переименован в Греческий квартал. Это название, известное по настоящее время, перешло и на таверну — «Griechenbeisl» (Греческая таверна). Вопреки названию и в те времена, и в настоящее время ресторан специализируется исключительно на традиционных блюдах Венской кухни.
Историческим стал для ресторана 1852 год. Тогдашний хозяин Леопольд Шмид принял новаторское решение привозить в Вену из г. «Пльзень (Чехия) пиво Pilsner Urquell» и стал первым продавать его в Вене. Вплоть до сегодняшнего дня ресторан «Griechenbeisl» является основным поставщиком «Pilsner Urquell» в Вене.
В прежние времена вход в ресторан с улицы Fleischmarkt, который сегодня является главным входом, не использовался. Раньше в качестве главного входа пользовались боковым входом с улицы Griechengasse. Помещения же, выходящие на Fleischmarkt, использовались для служебных нужд. Со стороны Griechengasse на площадке, вымощенной булыжником, всегда ждут гостей столики под открытым небом.
В конце XVII века в ресторане регулярно выступал известный в те времена в Вене менестрель Марк Августин — музыкант и исполнитель народных и популярных песен, увековеченный в песне «Ах, мой милый Августин». «Милый Августин» был талантливым поэтом-импровизатором и виртуозно играл на народном инструменте — волынке. По легенде, в 1679 году «милого Августина» нашли после обильного кутежа недвижно лежащим на мостовой, недалеко от ресторана. Поскольку он не подавал признаков жизни, его сбросили в «чумную яму» рядом с церковью Святого Ульриха, где народный любимец смог выспаться и протрезветь, после чего ему помогли выбраться. После этого погребения Марк Августин ещё долго жил и радовал венцев и в первую очередь завсегдатаев ресторана «Griechenbeisl» своими выступлениями. Сегодня рядом со входом в ресторан под решёткой для очистки обуви есть фигура «милого Августина», и гости ресторана могу бросить монетку в его шляпу.
В 1963 году во время переустройства здания ресторана были обнаружены три каменных ядра, которые сохранились ещё с осады Вены турками 1529 года. Сегодня они доступны для обозрения, их вмонтировали справа от входа в ресторан.
Историческое здание достраивалось в течение веков, точно также расширялось и помещение ресторана, и расширялся ресторанный бизнес. Сегодня ресторан предлагает своим гостям восемь различных уютных помещений, каждое из которых оформлено и обставлено в стиле различных эпох.
На первом этаже расположены:
- старейшая часть ресторана, называемая «Zitherstüberl» (нем. Zither (цитра) — струнный щипковый музыкальный инструмент, получивший наибольшее распространение в Австрии и Германии в XVIII веке), комната примыкает к улице Fleischmarkt;
- «Mark Twain Zimmer» («Комната Марка Твена»), является охраняемым архитектурным памятником, многие знаменитые гости увековечили своё посещение оставленными в ней автографами;
- «Rundes Zimmer» («Круглая комната»), в ней стоит большой, антикварный, круглый стол, эта комната в течение многих лет является постоянным местом встречи венских знаменитостей;
- «Musikzimmer» («Музыкальная комната») с декоративными оконными рамами, находится в нижней части здания и выходит на улочку со ступеньками Hafnersteig;
- «Karlsbadzimmer» — просторный и высокий зал с сувенирами из города-курорта Карловы Вары (нем. Karlsbad).

На втором этаже расположены помещения, называемые сегодня «Kerzenstüberl» («Комната со свечами»), «Biedermeierzimmer» (оформлена в художественном стиле бидермайер, распространённом в Австрии и Германии в 1815—1848 годах), «Jagdzimmer» («Охотничья комната») — в прошлом они были жилыми помещениями. Сегодня они являются удобными помещениями ресторана, сохранившими историческую атмосферу.
Снаружи здания ресторана находятся достойные внимания средневековые каменный столб и арка над входом. Во внутреннем дворе гости могут обозреть живописный дом галерейного типа.

### История здания
Сегодняшнее историческое здание ресторана «Griechenbeisl» на углу улиц «Fleischmarkt» и «Griechengasse» является охраняемым памятником архитектуры. Первое письменное упоминание о здании, дошедшее до нас, сделано в 1350 году, когда его первый владелец, один из граждан средневековой Вены в рыцарском звании, пожелал письменно зарегистрировать присоединение здания к его недвижимому имуществу.
В 1385 году историческое здание вместе с прилегающими к нему землями было выкуплено у его владельца монастырём «Лилиенфельд» (нем. «Lilienfeld»). В те времена улицы и площади вблизи здания сегодняшнего ресторана носили другие названия, которые являются устаревшими: «Krongase», «Zur Bürgermusterung», «Oberer Hafnersteig», «Auf dem Steig».
Существуют разные версии, для каких функций использовалась расположенная во дворе башня: внутренняя часть здания могла использоваться в качестве складских помещений, верхние этажи могли быть жилыми помещениями. В Средние века часть городских укреплений располагалась вблизи самого здания, однако в то время башня ещё не существовала.
Как снаружи, так и изнутри здание ресторана имеет несколько уровней, которые были построены не одновременно, а достраивались в течение веков. Здание «росло» в высоту со временем, как живое существо. Внутри здания есть старинная узкая винтовая лестница, которая ведёт в верхние этажи, где сегодня находятся несколько уютных живописных помещений ресторана.
Особого внимания достоин винный погреб здания, который тоже был построен и оборудован в несколько этапов. Самый старейший отсек винного погреба, который сегодня подходит к исторической площади «Schwedenplatz», построен ещё до XIII века. Здесь существует остаток каменного фундамента, сложенный из тёсаного камня древними римлянами.
Подвал здания был соединён с лабиринтами подвалов соседних зданий многочисленными переходами и туннелями. Во времена Второй мировой войны эти переходы использовались для безопасного передвижения по городу. Раньше по туннелям можно было преодолеть большие расстояния. Сегодня же доступ в катакомбы закрыт кладкой из кирпича.

## Знаменитые гости и завсегдатаи
В течение многих столетий ресторан был местом встречи прогрессивных людей своего времени: художников и музыкантов, писателей и поэтов, учёных и политиков. Следующие известные люди оставили свои автографы в «Комнате Марка Твена»:
Музыканты
- Марк Августин
- Вольфганг Амадей Моцарт
- Людвиг ван Бетховен
- Франц Шуберт
- Рихард Вагнер
- Иоганн Штраус (сын)
- Рихард Штраус
- Иоганнес Брамс
- Иоганн Нестрой
- Фёдор Иванович Шаляпин
- Лучано Паваротти
- Джонни Кэш
- Барри Манилоу
- Энгельберт Хумпердинк
- Фил Коллинз
- Риккардо Мути
- Сергей Алексеевич Жаров
- Харальд Серафин
- Франц фон Зуппе

Художники
- Фердинанд Георг Вальдмюллер
- Мориц фон Швинд
- Альбин Эггер-Линц
- Эгон Шиле
- Готфрид Хельнвайн
- Оскар Кокошка

Писатели
- Марк Твен
- Франц Грильпарцер
- Оскар Кокошка
- Свен Гедин

Актёры
- Филипп Гунтер
- Марио Адорф
- Карлхайнц Бём
- Джонни Вайсмюллер
- Ханс Альберс

Политики
- Карл Люгер
- Фридрих Вильгельм фон Бисмарк

Учёные
- Фердинанд фон Цеппелин